# Pierre Dorion Jr.
Pierre Dorion, Junior était un trappeur et interprète d’origine métis, qui a travaillé d'abord pour la Missouri Fur Company, puis par la suite pour la Pacific Fur Company de John Jacob Astor. Il participa a la fondation d'Astoria près de l'embouchure du fleuve Columbia. 